# Річард Шифф
Річард Шифф (англ. Richard Schiff; нар. 27 травня 1955, Бетесда, Меріленд, США) — американський актор. Найбільш відомий за роль Тобі Зіглера в телесеріалі «Західне крило» (1999—2006), за яку отримав премію «Еммі».

## Життєпис
Річард Шифф народився 27 травня 1955 року в місті Бетесда, штат Меріленд, США. У 1973 році вступив до нью-йоркського Сіті Коледжу, проте покинув навчання після першого курсу.
На початку 1980-х років він працював у нью-йоркських театрах, спочатку як режисер, потім став актором.
У 1988 році Шифф переїхав у Лос-Анджелес і став учасником театральної трупи «Акторська банда», заснованої Тімом Роббінсом.

## Фільмографія

### Фільми
| Рік  |    | Українська назва                         | Оригінальна назва                   | Роль                           |
| ---- | -- | ---------------------------------------- | ----------------------------------- | ------------------------------ |
| 1987 | кф |                                          | Arena Brains                        | продавець                      |
| 1988 | ф  |                                          | Medium Straight                     | Пет Гардінг                    |
| 1990 | ф  | Молоді стрільці 2                        | Young Guns II                       | Rat Bag                        |
| 1992 | ф  | Стій, або моя мама стрілятиме            | Stop! Or My Mom Will Shoot          | клерк                          |
| 1992 | ф  | Швидкий вогонь                           | Stop! Or My Mom Will Shoot          | вчитель                        |
| 1992 | ф  | Фотограф                                 | The Public Eye                      | фотограф на вулиці             |
| 1992 | ф  | Малколм Ікс                              | Malcolm X                           | репортер                       |
| 1992 | ф  | Охоронець                                | The Bodyguard                       | Скіп Томас                     |
| 1992 | ф  | Гоффа                                    | Hoffa                               | урядовий прокурор              |
| 1993 | ф  | Шкуродер                                 | Skinner                             | Едді                           |
| 1993 | ф  | Моє життя                                | My Life                             | Білл Іванович                  |
| 1993 | ф  | Привид в машині                          | Ghost in the Machine                | технік                         |
| 1994 | ф  | Підручний Гадсакера                      | The Hudsucker Proxy                 | крикун у поштовому відділенні  |
| 1994 | ф  | Швидкість                                | Speed                               | машиніст поїзда                |
| 1994 | ф  | Вища ліга 2                              | Major League II                     | комерційний директор           |
| 1995 | ф  | Танкістка                                | Tank Girl                           | солдат в окопі                 |
| 1995 | ф  | Груба магія                              | Rough Magic                         | Марвін Віггінс                 |
| 1995 | ф  | Сім                                      | Seven                               | Марк Сворр                     |
| 1996 | ф  | Мерія                                    | City Hall                           | Ларрі Шварц                    |
| 1996 | ф  | Прибуття                                 | The Arrival                         | Кельвін                        |
| 1996 | ф  | Ефект спускового гачка                   | The Trigger Effect                  | продавець в збройному магазині |
| 1996 | ф  | Майкл                                    | Michael                             | офіціант                       |
| 1997 | ф  | Дотик                                    | Touch                               | Джеррі                         |
| 1997 | ф  | Вулкан                                   | Volcano                             | Гокінс                         |
| 1997 | ф  | Парк Юрського періоду 2: Загублений світ | The Lost World: Jurassic Park       | Едді Карр                      |
| 1998 | ф  | Доктор Дулітл                            | Dr. Dolittle                        | доктор Джин Райс               |
| 1998 | ф  |                                          | Living Out Loud                     | Філ Франкато                   |
| 1998 | ф  | Зіткнення з безоднею                     | Deep Impact                         | Дон Бідерман                   |
| 1999 | ф  | Сили природи                             | Forces of Nature                    | Джо                            |
| 2000 | ф  |                                          | Gun Shy                             | Елліот                         |
| 2000 | ф  |                                          | Whatever It Takes                   | вчитель                        |
| 2001 | ф  | Я — Сем                                  | I Am Sam                            | містер Тернер                  |
| 2001 | ф  | Що могло бути гірше?                     | What's the Worst That Could Happen? | Волтер Грінбаум                |
| 2002 | ф  | Потрібні люди                            | People I Know                       | Еліот Шаранський               |
| 2004 | ф  | Рей                                      | Ray                                 | Джеррі Векслер                 |
| 2006 | ф  |                                          | Civic Duty                          | Том                            |
| 2007 | ф  | Марсіанське дитя                         | Martian Child                       | містер Лефковіц                |
| 2008 | ф  | Останній шанс Гарві                      | Last Chance Harvey                  | Марвін                         |
| 2009 | ф  | Уяви собі                                | Imagine That                        | Карл Саймонс                   |
| 2009 | ф  | Сексоголік                               | Solitary Man                        | Стів Хеллер                    |
| 2010 | ф  | Невірний                                 | The Infidel                         | Ленні Ґолдберґ                 |
| 2010 | ф  | Зроблено в Дагенхемі                     | Made in Dagenham                    | Роберт                         |
| 2011 | ф  | Агент Джонні Інгліш: Перезапуск          | Johnny English Reborn               | Тітус Фішер                    |
| 2012 | ф  | Клин клином                              | Fire with Fire                      | Гарольд Гетерс                 |
| 2013 | ф  | Людина зі сталі                          | Man of Steel                        | доктор Еміль Гамільтон         |
| 2014 | ф  | Убити посланця                           | Kill the Messenger                  | Волтер Пінкус                  |
| 2014 | ф  | Гравець                                  | The Gambler                         | ювелір                         |
| 2015 | ф  | Антураж                                  | Entourage                           | камео                          |
| 2015 | ф  | Поведи мене до річки                     | Take Me to the River                | Дон                            |
| 2016 | ф  |                                          | American Fable                      | Джонатан                       |
| 2017 | ф  | Шок і трепет                             | Shock and Awe                       | The Usual                      |
| 2017 | ф  | Геошторм                                 | Shock and Awe                       | сенатор Томас Кросс            |
| 2019 | ф  |                                          | Clemency                            | Джонатан                       |
| 2019 | ф  |                                          | After Class                         | Джефф Коен                     |
| 2022 | ф  | Чорна пантера: Ваканда назавжди          | Black Panther: Wakanda Forever      | Державний секретар США         |

### Телебачення
| Рік       |    | Українська назва                              | Оригінальна назва                       | Роль                                                       |
| --------- | -- | --------------------------------------------- | --------------------------------------- | ---------------------------------------------------------- |
| 1988      | с  | Будьмо                                        | Cheers                                  | турист (Епізод: "One Happy Chappy in a Snappy Serape")     |
| 1990      | с  | Байки зі склепу                               | Tales from the Crypt                    | Лестер Міддлтон (Епізод: "Korman's Kalamity")              |
| 1992      | с  |                                               | Picket Fences                           | Джой Феро (Епізод: "Pilot")                                |
| 1992      | с  |                                               | L.A. Law                                | оператор дог-фунтів (Епізод: "Helter Shelter")             |
| 1993      | с  |                                               | South of Sunset                         | Боббі Брак (Епізод: "Dream Girl")                          |
| 1993      | с  |                                               | Doogie Howser, M. D.                    | Біллі Тішлер (Епізод: "What Makes Doogie Run")             |
| 1994      | с  | Мерфі Браун                                   | Murphy Brown                            | Мел Вудворті (Епізод: "Anything but Cured")                |
| 1995      | с  | Поліція Нью-Йорка                             | NYPD Blue                               | Вартан Ілліеску (Епізод: "Bombs Away")                     |
| 1996      | с  | Швидка допомога                               | ER                                      | Містер Бартолі (Епізод: "The Match Game")                  |
| 1996      | с  | Чиказька надія                                | Chicago Hope                            | Марк Сарісон (Епізод: "Quiet Riot")                        |
| 1996—1997 | с  |                                               | Relativity                              | Баррі Рот (17 епізодів)                                    |
| 1997      | с  | Поліція Нью-Йорка                             | NYPD Blue                               | Стів Кемерон (Епізод: "Is Paris Burning?")                 |
| 1998      | с  | Практика                                      | The Practice                            | Боб Шоу (Епізод: "Trees in the Forest")                    |
| 1998      | с  | Еллі Мак-Біл                                  | Ally McBeal                             | Берні Гілсон (Епізод: "These Are the Days")                |
| 1998      | тф | Небезпечні пасажири потяга 123                | The Taking of Pelham One Two Three      | Грін                                                       |
| 1999      | с  | Розвелл                                       | Roswell                                 | агент Джон Стівенс (3 епізоди)                             |
| 1999—2006 | с  | Західне крило                                 | The West Wing                           | Тобі Зіглер (141 епізод)                                   |
| 2005      | с  | Антураж                                       | Entourage                               | у ролі самого себе (Епізод: "The Abyss")                   |
| 2007      | с  | Чорна мітка                                   | Burn Notice                             | Філіп Коуен (2 епізоди)                                    |
| 2008      | с  | Ілай Стоун                                    | Eli Stone                               | Девід Грін (Епізод: "Soul Free")                           |
| 2008      | с  | Монк                                          | Monk                                    | доктор Лоуренс Кліман (Епізод: "Mr. Monk Gets Hypnotized") |
| 2008      | с  | Термінатор: Хроніки Сари Коннор               | Terminator: The Sarah Connor Chronicles | Чарльз Фішер (Епізод: "Complications")                     |
| 2010      | с  |                                               | Past Life                               | доктор Малачі Талмедж (9 епізодів)                         |
| 2011      | с  | Білий комірець                                | White Collar                            | Ендрю Штанцлер (Епізод: "Power Play")                      |
| 2012—2016 | с  | Оселя брехні                                  | House of Lies                           | Гаррісон «Скіп» Голвезер (9 епізодів)                      |
| 2012      | с  | Якось у казці                                 | Once Upon a Time                        | Король Леопольд (2 епізоди)                                |
| 2012      | с  | Проєкт «Мінді»                                | The Mindy Project                       | доктор (Епізод: "Pilot")                                   |
| 2012      | с  | NCIS: Полювання на вбивць                     | NCIS                                    | Гарпер Дірінг (3 епізоди)                                  |
| 2013      | с  | Кістки                                        | Bones                                   | професор Леон Воттерс (Епізод: "The Spark in the Park")    |
| 2014—2015 | с  | Мангеттен                                     | Manhattan                               | Гарпер Дірінг (9 епізодів)                                 |
| 2015—2017 | с  |                                               | Rogue                                   | Марті Стейн (22 епізоди)                                   |
| 2015—2019 | с  | Гравці                                        | Ballers                                 | Бретт Андерсон (26 епізодів)                               |
| 2015—2019 | с  |                                               | Rogue                                   | Джон Готліф (12 епізодів)                                  |
| 2016      | с  | Холістичне детективне агентство Дірка Джентлі | Dirk Gently's Holistic Detective Agency | детектив Ціммерфілд (5 епізодів)                           |
| 2017      | с  | Правосуддя Чикаго                             | Chicago Justice                         | Френк Лінден (Епізод: "Tycoon")                            |
| 2017—2022 | с  | Добрий лікар                                  | The Good Doctor                         | доктор Аарон Глассман (94 епізодів)                        |
| 2018      | с  | Касл-Рок                                      | Castle Rock                             | начальник Портера (Епізод: "Harvest")                      |
| 2018—2019 | с  | По той бік                                    | Counterpart                             | Роланд Фанчер (7 епізодів)                                 |
| 2022      | с  | Супер прокачаний                              | Super Pumped                            | Рендал Пірсон (Епізод: "Grow or Die" and "War")            |

### Відеоігри
| Рік  |    | Українська назва             | Оригінальна назва            | Роль      |
| ---- | -- | ---------------------------- | ---------------------------- | --------- |
| 1997 | вг | Chaos Island: The Lost World | Chaos Island: The Lost World | Едді Карр |
| 2015 | вг | Lego Jurassic World          | Lego Jurassic World          | Едді Карр |
| 2022 | вг | God of War: Ragnarök         | God of War: Ragnarök         | Одін      |